# بیماری دگوس
بیماری دگوس (دیگوس، دیگو و دگو هم نوشته‌اند) (انگلیسی: Degos disease)، که با نام‌های بیماری کولمایر-دگوس یا پاپولوز آتروفیک بدخیم نیز شناخته می‌شود، یک بیماری بسیار نادر است که به دلیل انسداد سرخرگ‌ها و سیاهرگ‌ها ایجاد می‌شود. افراد مبتلا به این بیماری سفت‌دانه‌هایی را توسعه می‌دهند. در برخی از بیماران، عوارضی به دلیل آسیب به اندام‌های داخلی ایجاد می‌شود. سازوکار دقیق بیماری هنوز ناشناخته است و درمان مؤثری در حال توسعه است. تعداد بیماران زنده شناخته‌شده در جهان کمتر از ۵۰ نفر است و کمتر از ۲۰۰ مورد در متون پزشکی گزارش شده است. با این حال، به دلیل نادر بودن بیماری، ممکن است بسیاری از موارد تشخیص داده نشوند. بیشتر افراد بین سنین ۲۰ تا ۵۰ سالگی دچار علائم می‌شوند، هرچند مواردی خارج از این محدوده سنی نیز گزارش شده است.

## علائم و نشانه‌ها
علائم مشخصه بیماری دگوس توسعه سفت‌دانه‌ها است. در ابتدا، افراد ممکن است ضایعه‌های پوستی یا راش (ضایعه پوستی) داشته باشند، اما در ادامه برجستگی‌ها یا پاپول‌های مشخص ایجاد می‌شود. پاپول‌ها به شکل دایره‌ای با مرکزی سفید و مرز قرمز هستند. با گذشت زمان، مرکز سفید پاپول‌ها فرورفته می‌شود و فقط مرز آن‌ها برجسته باقی می‌ماند. معمولاً اندازه پاپول‌ها بین ۰٫۵ تا ۱ سانتی‌متر است. پاپول‌ها روی تنه و اندام‌های فوقانی ظاهر می‌شوند و روی کف دست، کف پا، پوست سر یا صورت دیده نمی‌شوند.
علائم بیماری بسته به نوع خوش‌خیم یا بدخیم آن متفاوت است. هر دو نوع خوش‌خیم و بدخیم شامل توسعه سفت‌دانه‌های مشخصه هستند. در نوع خوش‌خیم، پاپول‌ها ممکن است چند سال یا تا پایان عمر بیمار باقی بمانند. در نوع خوش‌خیم، اندام‌های داخلی آسیب نمی‌بینند. اگر فردی به نوع بدخیم مبتلا شود، به معنای این است که علاوه بر پاپول‌ها، اندام‌های داخلی نیز درگیر شده‌اند. در بیشتر موارد بدخیم، مشکلاتی در لوله گوارش ایجاد می‌شود که منجر به ضایعات روده کوچک، درد شکمی، اسهال و سوراخ شدن روده می‌شود. در صورت درگیری سیستم عصبی مرکزی، علائمی مانند سردرد، گیجی، حمله صرع، فلج اعصاب مغزی، ضعف، سکته مغزی، آسیب به نواحی کوچک مغز به دلیل انسداد شریان (سکته مغزی و خونریزی مغزی) ایجاد می‌شود. اندام‌های دیگری که معمولاً درگیر می‌شوند شامل قلب، شش و کلیه هستند. علائمی که ممکن است به دلیل آسیب این اندام‌ها ایجاد شود شامل دوبینی، کدر شدن عدسی چشم، تورم دیسک بینایی (پاپیلوادم)، کاهش جزئی دید، تنگی نفس، درد قفسه سینه، صرع و ضخیم شدن پریکارد است.
افراد مبتلا به نوع خوش‌خیم ممکن است ناگهان علائم نوع بدخیم را نشان دهند. علائم ممکن است از چند هفته تا چند سال طول بکشند. علائم معمولاً بین سنین ۲۰ تا ۵۰ سالگی شروع به ظهور می‌کنند. چند مورد از این بیماری در نوزادان نیز توصیف شده است.

## علل
پاپول‌های مشخصه این بیماری به دلیل انفارکتوس‌ها یا انسداد در سرخرگ‌ها و سیاهرگ‌های کوچک تا متوسط ایجاد می‌شوند. علت اصلی این بیماری ناشناخته است. هرچند تأیید نشده است، در برخی موارد نشانه‌هایی از وراثت بین ضریب رابطه دیده شده است. پیشنهاد شده که این بیماری یک الگوی ارث خانوادگی دارد؛ و احتمالاً یک اختلال چیرگی است. در بیشتر موارد وراثت خانوادگی، نوع خوش‌خیم بیماری دیده شده است.
به دلیل کمبود دانش دربارهٔ سازوکار پاتولوژیک این بیماری، راهبردهای پیشگیری مشخص نیست. با این حال، برای جلوگیری از بدتر شدن علائم، ارزیابی‌های مداوم توسط پزشک توصیه می‌شود.

## سازوکار
با وجود این که این بیماری حدود ۷۰ سال شناخته شده است، مکانیزم پاتولوژیک آن همچنان ناشناخته است.
چندین فرضیه دربارهٔ مکانیزم اصلی بیماری دگوس توسعه یافته است. یکی از نظریه‌ها پیشنهاد می‌کند که التهاب عروق خونی ممکن است موجب این بیماری شود. نظریه دیگری بیان می‌کند که بیماری دگوس یک اختلال انعقاد خون است. تشکیل لخته خون (ترومبوز) و کاهش جریان خون، ویژگی شایع این بیماری است. کاهش جریان خون در سراسر بدن می‌تواند به آسیب لایه درون‌رگی منجر شود و احتمالاً باعث تشکیل پاپول‌های مشخصه شود. نظریه دیگری پیشنهاد می‌کند که رشد غیرطبیعی و تکثیر لایه درون‌رگی عروق ممکن است به ترومبوز دستگاه گوارش و دستگاه عصبی مرکزی منجر شود و در نهایت باعث ظهور علائم مرتبط با بیماری دگوس شود. در مجموع، افراد مبتلا به بیماری دگوس دارای انسداد غیرطبیعی در سرخرگ‌ها و سیاهرگ‌های خود هستند، اما علت این انسدادها ناشناخته است.

## تشخیص
ارزیابی بالینی و شناسایی پاپول‌های مشخص ممکن است به پوست‌شناسی در تشخیص بیماری دگوس کمک کند. سفت‌دانه‌ها دارای مرکزی سفید و حلقه‌ای قرمز در اطراف هستند. پس از ظهور ضایعات، تشخیص بیماری دگوس می‌تواند با یافته‌های بافت‌شناسی حمایت شود. بیشتر موارد نشان‌دهنده نکروز بافت همبند به شکل گوه در لایه عمیق درم هستند. این شکل به دلیل انسداد یا بسته شدن شریان‌های کوچک ایجاد می‌شود.
افراد ممکن است با نوع خوش‌خیم بیماری تشخیص داده شوند اگر تنها پاپول‌ها وجود داشته باشند. با این حال، اگر اندام‌های دیگر مانند شش‌ها، روده بزرگ و/یا دستگاه عصبی مرکزی درگیر شوند، فرد با نوع بدخیم بیماری تشخیص داده می‌شود. نوع بدخیم یا سیستمیک این بیماری ممکن است حتی پس از چندین سال وجود پاپول‌ها به‌طور ناگهانی ایجاد شود. برای تشخیص سریع این تغییر به نوع بدخیم، مهم است که افراد ارزیابی‌های پیگیری مداوم داشته باشند. در این ارزیابی‌ها، بسته به این که کدام اندام‌ها مشکوک به درگیری هستند، روش‌ها و آزمایش‌های زیر ممکن است انجام شوند: معاینه پوستی، تصویربرداری رزونانس مغناطیسی از مغز، کولونوسکوپی، پرتو ایکس از قفسه سینه و/یا فراصوت شکمی.

## درمان
به دلیل کمبود دانش دربارهٔ سازوکار اصلی پاپولوز آتروفیک بدخیم، روش درمانی مؤثری توسعه نیافته است. درمان این بیماری به صورت علامتی است. با این حال، چندین روش درمانی آزمایش شده و همچنان در حال توسعه هستند تا اطلاعات بیشتری دربارهٔ این بیماری به دست آید. روش‌های درمانی فیبرینولیتیک و داروی سرکوب‌کننده سیستم ایمنی آزمایش شده‌اند اما به‌طور کلی به عنوان روش‌های درمانی ناموفق شناخته شده‌اند.
پس از درمان بیماری‌های همراه با بیماری دگوس، پزشکان اخیراً بهبود علائم را با استفاده از اکولیزومب و ترپروستینیل مشاهده کرده‌اند. کشف‌شده توسط پوست‌شناس پاتولوژیست، سینتیا مگرو، واکنش به اکولیزومب معمولاً فوری و چشمگیر است، اما مدت زمان اثر محدود بوده و هزینه بالایی دارد و نیازمند تزریق هر ۱۴ روز یک‌بار است. استفاده از ترپروستینیل گزارش شده که باعث پاک شدن علائم دستگاه گوارش و دستگاه عصبی مرکزی و همچنین رفع ضایعات پوستی می‌شود، اما گزارش‌ها محدود هستند. ترپروستینیل ممکن است نسبت به سایر گشادشدن رگ‌ها مؤثرتر باشد، زیرا ممکن است جمعیت لایه درون‌رگی در گردش را افزایش دهد و به رگ‌زایی کمک کند.

## تحقیقات اخیر
یک بیمار که به نوع بدخیم و سیستمیک این بیماری مبتلا بود و به شدت بیمار بود، در بافت‌برداری از عروق درگیر پوست، کمپلکس‌های C5b-9 مشاهده شد. برای درمان microangiopathy ترومبوتیک، از اکولیزومب استفاده شد که یک داروی پادتن مونوکلونال انسانی‌شده است و معمولاً در درمان هموگلوبینوری حمله‌ای شبانه به کار می‌رود. بیمار بهبود چشمگیری در وضعیت خود مشاهده کرد.
پزشکان در Albany Medical College توانستند یک بیمار کودکان مبتلا به دگوس را با اکولیزومب درمان کنند.
این تیم بعدها رفع ضایعات پوستی دگوس را در یک بیمار بزرگسال با سندرم همپوشانی شامل لوپوس منتشر سیستمیک، اسکلروز سیستمیک، و بیماری دگوس که با ترپروستینیل برای پرفشاری ریوی درمان شده بود، مشاهده کردند. آن‌ها متوجه شدند که بیمار کودکان مبتلا به دگوس، علی‌رغم درمان با اکولیزومب، دچار عوارض جدی می‌شود، بنابراین ترپروستینیل به درمان اضافه شد.
تمام بازماندگان شناخته‌شده درازمدت بیماری سیستمیک دگوس با ترکیبی از اکولیزومب و ترپروستینیل درمان می‌شوند.

## تاریخچه
در سال ۱۹۴۱، این بیماری برای اولین بار توسط کولمایر توصیف شد. با این حال، تا سال ۱۹۴۲ این بیماری به‌عنوان یک موجودیت بالینی جدید توسط رابرت دگوس شناخته نشد. در ابتدا این وضعیت به نام بیماری دگوس یا بیماری کولمایر-دگوس شناخته می‌شد. با این حال، خود دگوس بعدها نام «پاپولوز آتروفیک بدخیم» را پیشنهاد کرد.